# Операція «Молот»
Операція Молот (англ. Operation Hammer) — військова операція НАТО під керівництвом Великої Британії на території південної в експлуатацію в південній провінції Гільменд в Афганістані. Наступ спеціально сформованої групи під кодовою назвою Чакуш або Молот, розпочався в ніч на 24 липня 2007 в районі між територіями Хайдерабад і Мірмандаб, на північному сході міста Геришк. Операція мала на меті витіснення сил Талібану з районів верхньої долини Геришк в провінції Гільменд.

В цілому участь в операції брали 1500 бійців МССБ і 500 бійців АНА. Більшість з 1500 сил НАТО були британцями, основну частину яких складали елітні легкі драгуни, перший батальйон гренадерського гвардійського полку, які проводили навчання в АНА військ (3-ї бригади, 205-го корпус), 12 механізована бригада 

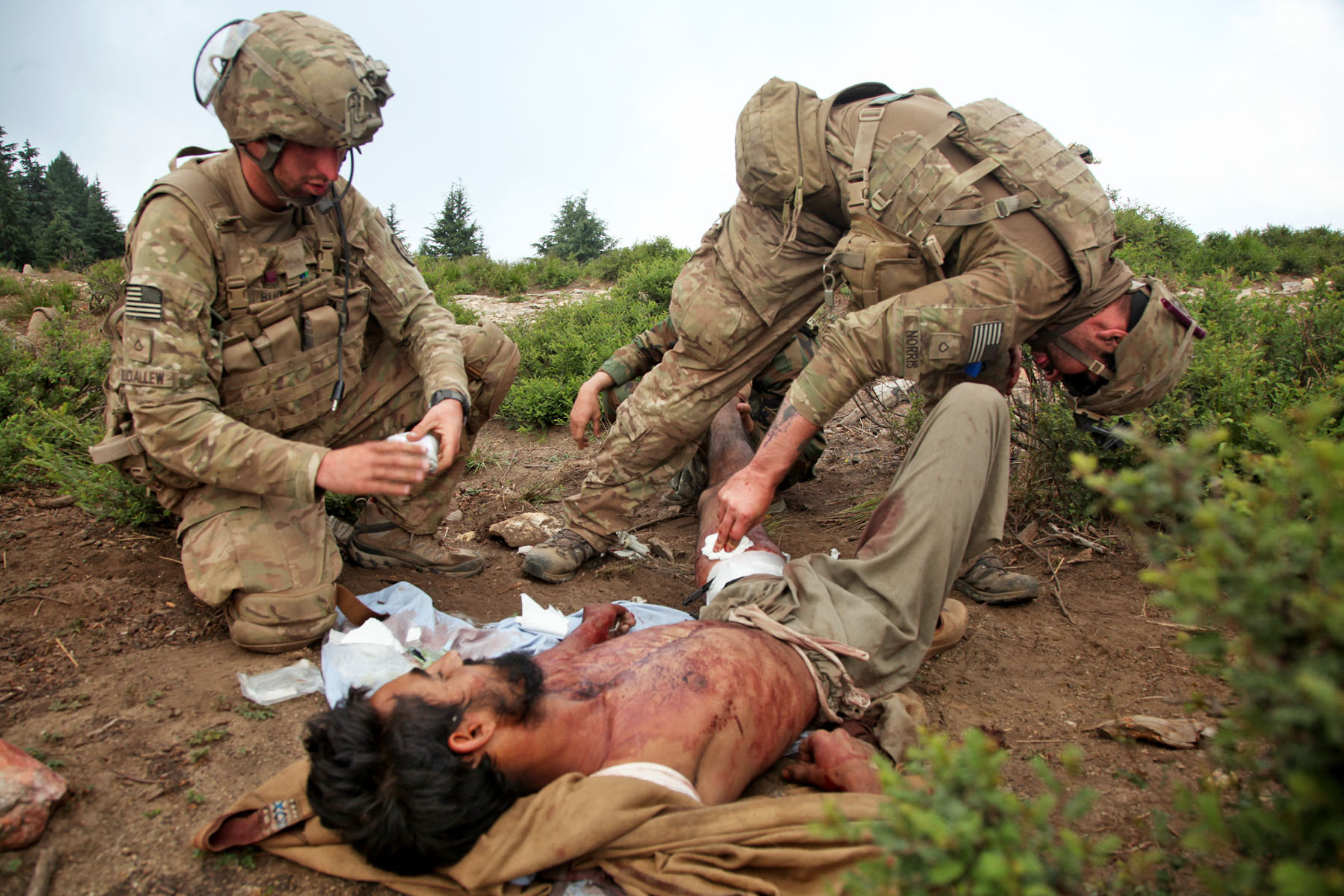
Надання допомоги пораненому афганцю

 розвідки, 26 полк Королівських інженерів, 19-полк Королівської артилерії, об'єднаних груп саперів, а також війська з Естонії, Данії та США. МССБ надавали вертольоти і літаки для підтримки наземних військ.
На початкових етапах операції МССБ та АНА мусили забезпечити оборону стратегічного мостового переходу на каналі Нахр-е-Серай, очистити та знайти комунікації, після чого військові інженери з 26 інженерного полку спорудили передову оперативну базу.
До початку листопада операція завершилася. Солдати коаліції міцно закріпилися південніше річки Гільменд і готувалися до нападу на місто Муса Кала, яке було під контролем талібів протягом останніх восьми місяців.